# Бедестен
Бедестен (тур. Bedesten, греч. Μπεζεστένι) или Бедестан — это историческое здание в квартале Селимие на севере Никосии, расположенное прямо рядом с мечетью Селимие. Это сооружение имеет долгую историю, охватывающую более тысячи лет. Первоначально это была церковь, возведённая примерно в VI веке, а затем расширенная и перестроенная между XII и XVI веками, посвященная святому Николаю. Позже её переделали в бедестен (тип крытого рынка) в период османского правления. В настоящее время здесь располагается культурный центр.

## История

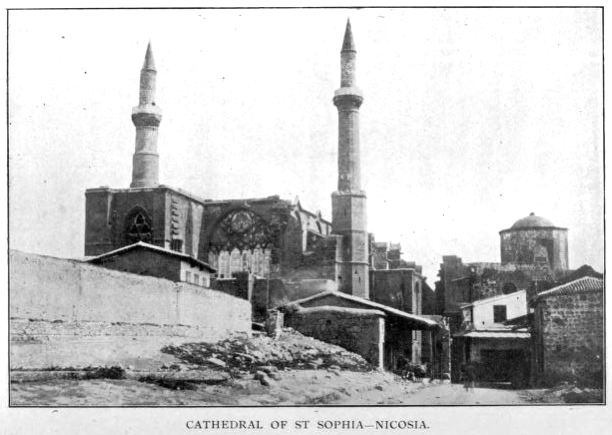
Общий вид Бедестена с его куполом и прилегающей к нему мечети Селимие (1914)

### Византийский период
Самая ранняя история Бедестена задокументирована археологически византийской базиликой, фрагменты которой сохранились внутри нынешнего здания. Эти останки, которые имеют некоторые общие структурные особенности с Афендрикой и возможно, относятся к шестому веку. Археологи идентифицировали эти останки как место расположения первого собора Святой Софии в Никосии.

### Лузиньянский период
При династии Лузиньянов последующая история здания не очень хорошо документирована, но некоторые историки, в том числе Камиль Энлар, предположили, что после падения Акры в конце XII века английские монахи-последователи Томаса Бекета основали на этом месте новую латинскую церковь и посвятили её святому Николаю. Церковь несколько раз расширялась и перестраивалась в течение четырнадцатого и пятнадцатого веков, но старая византийская апсида была сохранена.

### Венецианский период
Во время венецианского правления на острове Бедестен использовался как православная церковь в качестве здания митрополичьего епископства и был посвящен святой Марии. Именно под веницианским правлением была построена самая заметная часть здания — северный фасад. Завсегдатаями были знатные кипрские семьи, их личности частично подтверждались гербами, вырезанными непосредственно над главным входом. Именно в этот период были построены купол и большая центральная апсида, заменившие оригинал византийского периода.

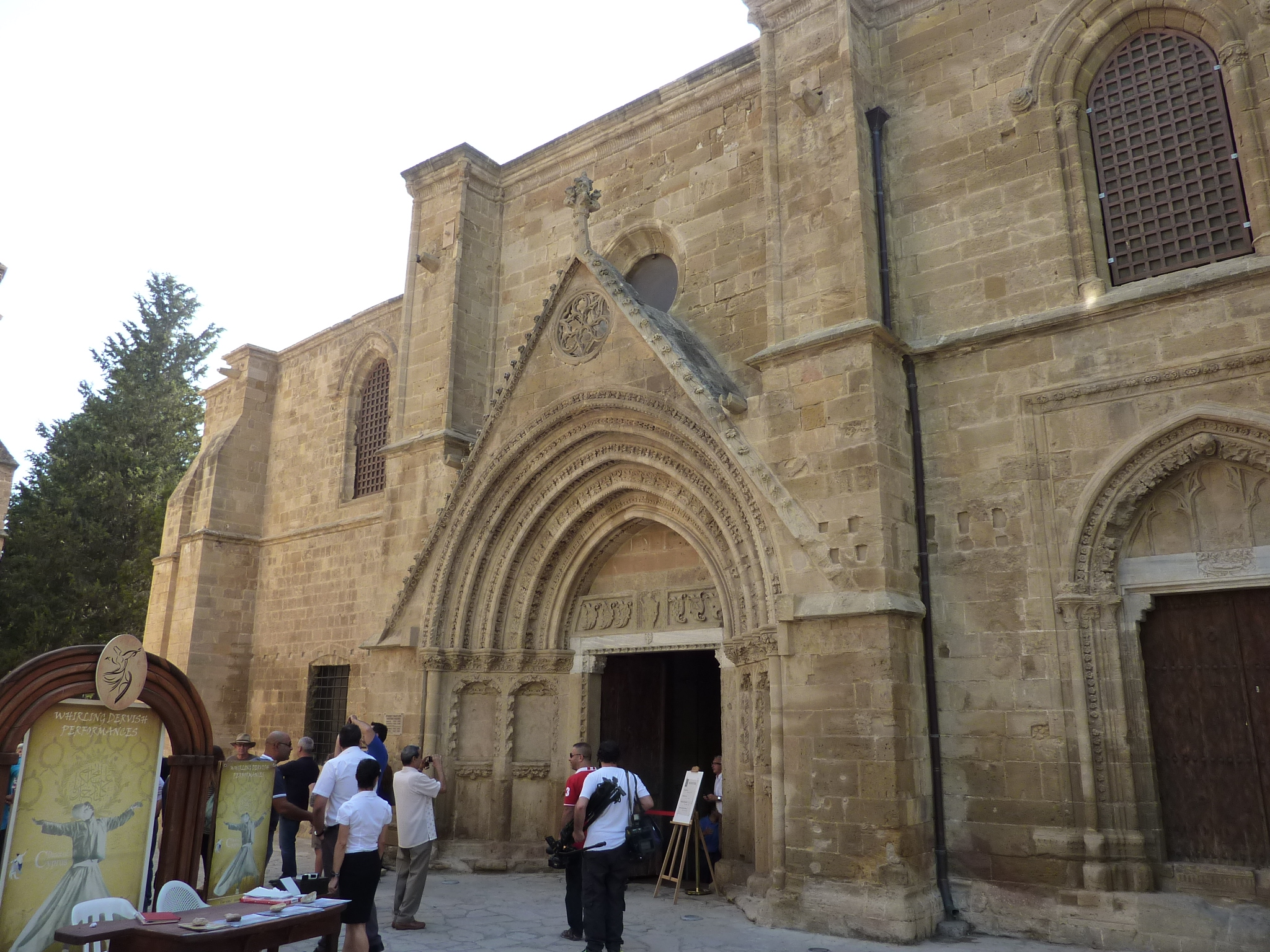
Бедестен, Никосия. Северный фасад и главный вход в 2014 году.

### Османский период
В 1573 году, через несколько лет после османского завоевания Кипра, здание было передано османскими властями в фонд Харамайна для использования в качестве бедестена (крытого текстильного рынка). Позже он использовался как рынок продовольствия, а к 1760-м годам стал центром торговли продовольствием для турецких, греческих и армянских купцов. К 1873 году он был преобразован в склад муки с ограниченной продажей, которую привозили из Китреи правительственные чиновники. Затем в 1870-х годах он использовался как склад пшеницы, а в 1930-х годах-как общее хранилище для администрации Евкафа.

### Британский период
В 1880-х годах, в первые годы британского колониального правления, лорд Китченер и другие британские деятели на Кипре хотели купить или арендовать здание, чтобы превратить его обратно в церковь и снова использовать как церковь Святого Николая. Это было запрещено, так как собственность фонда не могла быть продана, а святыня другой религии не могла быть открыта в пределах 100 ярдов от мечети. Англичане предприняли некоторую реконструкцию здания, которое было повреждено из-за погоды и землетрясений. С открытием нового муниципального рынка Бандабуля в 1932 году здание вышло из употребления. В 1930-е годы здание использовалось администрацией Евкафа, а в 1935 году департамент древностей под руководством Руперта Гунниса привез в здание несколько средневековых надгробий из мечети Эмерге. Эти надгробия в течение некоторого времени находились в здании.

## Архитектура

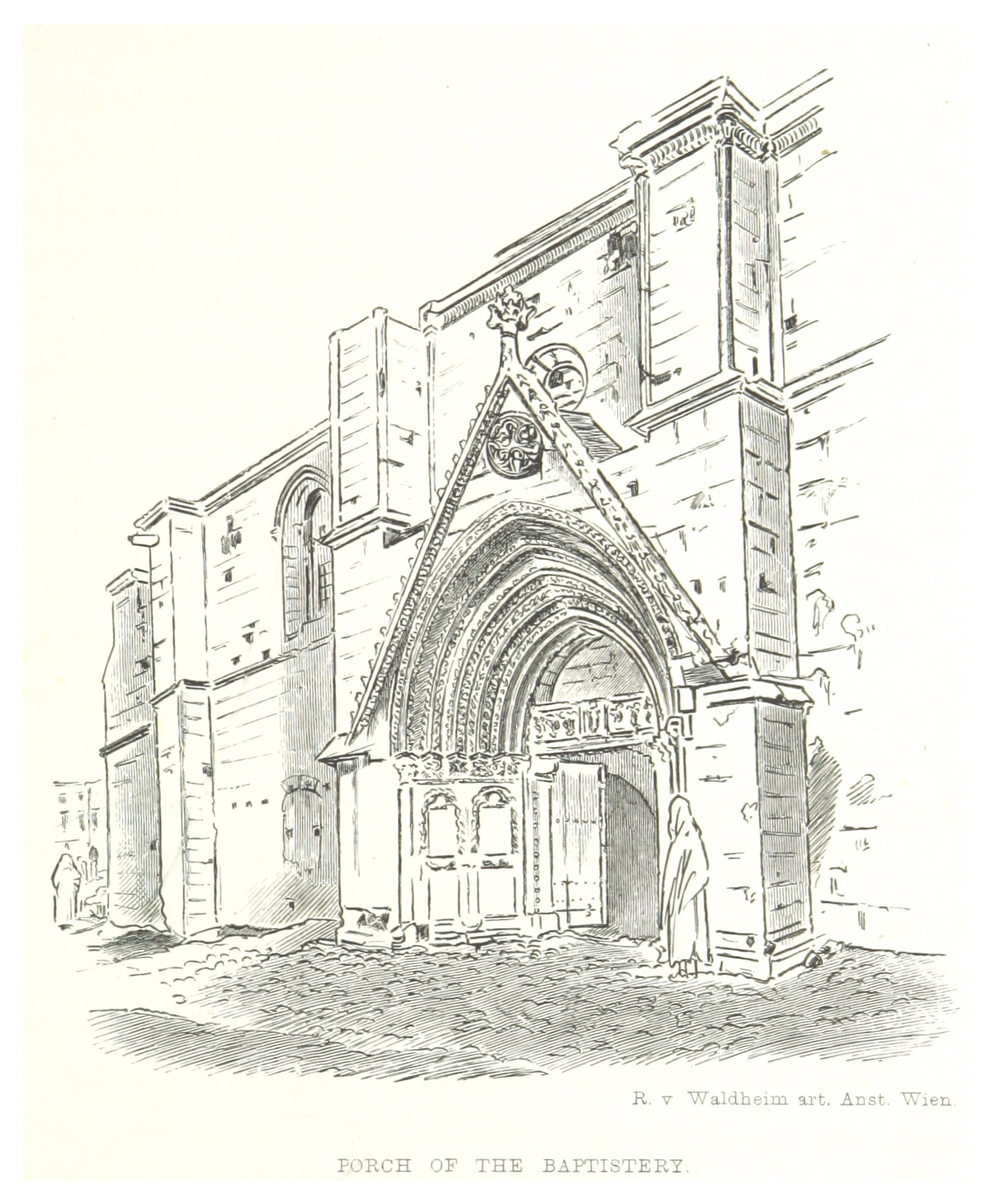
Рисунок северной стороны Бедестена в 1881 году, изображающий главный вход.

Бедестен Никосии стилистически сильно отличается от других бедестенов Османской империи. Он состоит в основном из смеси византийской и готической архитектуры, последняя была добавлена лузиньянами, но также включает в себя элементы ренессансного французского, венецианского и, вероятно, испанского архитектурных стилей. Он использует крестообразный структурный стиль и планировку, которые принадлежат византийскому стилю, но включает в себя неф с высоким потолком, который принадлежит готическому стилю. Южный двойной неф — это остаток византийской церкви, а его средняя часть — самая старая часть здания. Внешний вид нефа на севере имеет самые витиеватые украшения и каменную кладку в здании. Этот фасад находится поперек передних арок мечети Селимие и является той стороной, где находится вход. Вход через очень богато украшенные ворота в готическом стиле, с элементами архитектуры итальянского Ренессанса, добавленными позже, и статуэткой Святого Николая. Гербы расположены по обе стороны от входа. На этом входе также есть многочисленные статуэтки животных и гаргульи.

## Реставрация и текущее состояние

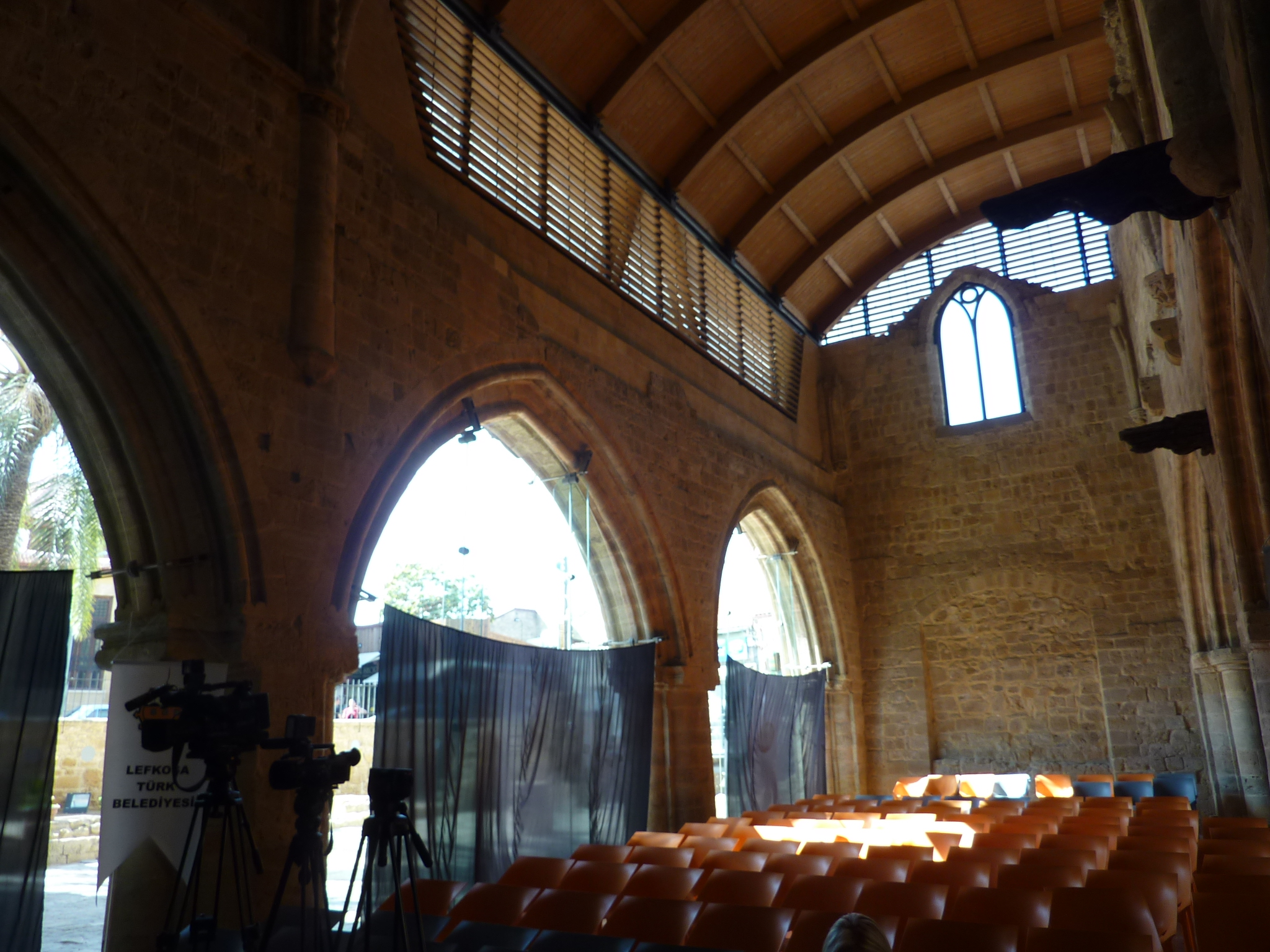
Интерьер восстановленного Бедестена (2014)

В период с июня 2004 по 2009 год программа развития ООН осуществляла проект реконструкции, финансируемый Европейским союзом и Администрацией Евкафа. Проект реставрации был реализован Институтом ITABC CNR. Во время реставрации стены здания были очищены, а своды укреплены с использованием традиционных строительных материалов и техник. После завершения реставрации здание было вновь открыто как культурный центр. В 2009 году реновация была удостоена премии Europa Nostra Award. Среди мероприятий, проводимых еженедельно — суфийские танцевальные шоу. В здании также проходит джазовый фестиваль Nicosia Walled City Jazz Festival.